# Třída Rajshahi
Třída Rajshahi jsou hlídkové lodě pákistánského námořnictva. Celkem byly postaveny čtyři jednotky této třídy. Tři byly roku 1971 potopeny indickými letadly. Jednu po opravě získala Bangladéš.

## Stavba
Všechny čtyři jednotky této třídy postavila britská loděnice Brooke Marine v Lowestoftu. Do služby byly přijaty roku 1965.
Jednotky třídy Rajshahi:
| Jméno               | Spuštěna | Vstup do služby | Status |
| ------------------- | -------- | --------------- | --- |
| PNS Rajshahi (P140) | 1964     | 1965            | Ještě roku 2011 sloužila k výcviku.                                                                                                  |
| PNS Jessore (P141)  | 1964     | 1965            | Potopen indickými letadly, vyzdvižen a po opravách od 23. listopadu 1978 provozován bangladéšským námořnictvem jako Bishkali (P311). |
| PNS Comilla (P142)  | 1964     | 1965            | Potopen indickými letadly. |
| PNS Sylhet (P143)   | 1964     | 1965            | Potopen indickými letadly. |

## Konstrukce
Plavidla mají ocelový trup a nástavby z hliníkových slitin. Elektroniku po dokončení tvořil navigační radar AN/SPS-66. Byla vyzbrojena dvěma 40mm kanóny. Pákistánský člun Rajshahi později dostal ještě dva 12,7mm kulomety. Pohonný systém tvoří dva diesely MTU 12V 538, pohánějící dva lodní šrouby. Nejvyšší rychlost dosahuje 24 uzlů.

## Operační služba
Plavidla se roku 1971 účastnila indicko-pákistánské války. Dne 4. prosince 1971 byla celá čtveřice napadena palubními letadly z indické letadlové lodě INS Vikrant (R11). Zatímco Rajshahi byl těžce poškozen, ostatní tři nálet potopil. Jessore byl později vyzdvižen a po opravách zařazen do bangladéšského námořnictva.